# Rumba catalana
A rumba catalã é um género musical originário da comunidade cigana de Barcelona, com influências de estilos.
Nos anos cinquenta e sessenta do século XX, surgiu por meio de músicos latino-americanos que chegaram a Barcelona com orquestras de baile. Veio também através de ciganos que faziam numerosas viagens de Barcelona à Colômbia e Venezuela para vender roupa, unidos aos discos do novo gênero, "salsa", que estava se desenvolvendo em Nova Iorque. Estes sons latinos são popularizados entre a comunidade cigana de Barcelona e muitos dos temas passam para o seu repertório, bastante familiarizado nas salas de festa, muito enraizado na Cidade Comtal.

## História

### Origens
A origem da rumba catalã não é muito clara, mas alguns pensam que se situa na rua da Cera do bairro do Raval de Barcelona, em plena década do 1940. Alguns crêem que os pioneiros terão sido L'Orelles (O Orelhas), um cigano catalão que tocava a guitarra e cantava nas festas do bairro, e o Toqui, um cigano que entretinha com as suas canções, os convidados e os noivos, em muitos casamentos da comunidade. Defendem que ambos criaram uma maneira de tocar a guitarra combinada com ritmo, melodia e percussão. Outros, consideram que os pioneiros foram outros patriarcas da época como o tio Polla ou o tio González (o pai de El Pescaílla).
Outros ainda situam o berço da rumba catalã em Lleida. O Parrano, o Marquês de Pota ou o Beethoven são alguns dos nomes destacados desta rumba cigana, a qual se conhece como o garrotín. O garrotín - originário das Astúrias ou Cantábria - são uns versos carregados de denúncia social ou singelamente irreverentes, apenas pelo puro prazer de incomodar e dizer o que se pensa - equivalente à desgarrada, intercalados com o refrão «al garrotín, al garrotan, de la vera vera vera de Sant Joan» para dar tempo ao improviso.

#### Versões sobre a origem
Segundo o músico Manolo González, o Patata, sobrinho do Pescadilla, teria sido um irmão do Pescadilla, Joan González (conhecido como tio Polla, pela sua cara semelhante à dos galos)  que teria inventado a rumba catalã, em primeiro lugar. Entre 1958 e 1959, o tio Polla conheceu um marinheiro sul-americano enquanto atuava na taverna flamenca El Charco de la Pava, no carrer Escudellers (rua Escudellers); o marinheiro acompanhou com o bongo a atuação de González e, entre os dois, improvisaram assim o ritmo primitivo da atual rumba catalã. Em seguida, o seu irmão Antonio, o Pescadilla, acrescentou o seu toque pessoal a este novo ritmo e popularizá-lo entre os amigos e, depois, a toda Gracia e à cidade inteira. Outro músico gracioso, Anão Mercader, explica que em Peret - quem à época vivia no Portal de Barcelona- se interessa por este novo ritmo e o vai perfeccionar com bastantes inovações: a banda da salsa sul-americana, Peret incorporou o rock dos sessenta. Foi ele quem fez triunfar a rumba na televisão e por todos os lados do estado. Duas décadas mais tarde, os Gipsy Kings incorporaram aquilo que fazia em Peret a todo tipo de estilos, transformando inclusive canções melódicas em rumba, e exportaram a sua música a todo o mundo.